# Científic boig

El científic boig és un arquetip de la cultura popular contemporània. Es tracta d'un geni que vol passar els límits permesos a la ciència, amb conseqüències sovint catastròfiques, tot i que la seva intenció pot ser maligna o simplement ànsia de coneixement. És la variant moderna del mite de Prometeu i totes les històries que ensenyen l'error de voler tenir més coneixement del permès.

## Característiques més usuals
- Algun trauma en la vida personal o l'excés d'orgull els porta a transgredir els límits.
- Tenen laboratoris ben equipats però ocults.
- Presenten un aspecte físic descuidat, ja que la seva atenció està fixada només en la ciència.
- Poden tenir algun ajudant, però els seus plans romanen secrets fins a arribar al descobriment definitiu, amb el qual volen impressionar tota la comunitat.
- No tenen en compte la moral a l'hora d'experimentar.

## Tradició
Els practicants de l'alquímia podrien ser els precursors d'aquesta figura, que va néixer com a tal després de la Revolució Industrial, com a excés de l'amor per la tècnica i l'oblit de la tradició.
L'exemple literari més antic es troba en Frankenstein, de Mary Shelley, on un científic vol donar vida a un ésser mort i així igualar-se a Déu, tema que esdevindrà recurrent en el cinema de terror. En la mateixa línia s'inscriu el doctor Moreau. Molts d'ells donen vida a robots, que es rebel·len contra els humans, un clàssic de la ciència-ficció i de la tradició distòpica.
Altres experimenten amb la genètica, en l'afany per crear éssers perfectes o diferents, tradició que comença amb el Dr. Jekyll and Mr. Hyde de Robert Louis Stevenson i segueix amb l'home invisible i tots els mutants o portadors d'estranys virus creats per error.
Jules Verne va escriure moltes novel·les protagonitzades per científics bojos. Aquests volien explorar nous mons (el centre de la Terra, l'espai, el fons del mar), anant més enllà dels límits naturals (per a l'època) de l'home. Va ser un dels precedents de tota la literatura i cinema sobre els extraterrestres.
Un darrer corrent és el vessant paròdic, freqüent en els dibuixos animats, on el científic és un ésser malvat que vol dominar el món gràcies als seus invents però que fracassa per l'acció de l'heroi. Aquest personatge ha passat a les ficcions "serioses", com les de James Bond i totes les màfies globals. Un subcorrent és el savi despistat, amb exemples com el Tornassol de Tintín o en Walter Bishop de Fringe.

## En la ficció
Alguns científics bojos protagonistes, antagonistes o personatges secundaris de la cultura popular:
- Dr. Eggman de Sonic
- Beakman d'El món d'en Beakman
- Heura Metzinosa de DC Comics
- Dr. Gero de Bola de Drac Z
- Dr. Emmett Brown de Retorn al futur
- Silvestre Tornassol de Les aventures de Tintín
- Senbei Norimaki de Dr. Slump